# 阿德利·曼苏尔
阿德利·曼苏尔（阿拉伯语：‎；1945年12月23日—) ，前埃及最高宪法法院院长，2013年埃及政变中被埃及军方任命为临时总统，接替被推翻的穆罕默德·穆尔西。

## 早年生涯
曼蘇爾1945年12月23日出生於開羅，畢業于埃及最負盛名的開羅大學法學院，獲公共法律和管理學兩個碩士學位，並曾在法國進修深造。曼蘇爾曾長期在前總統穆巴拉克政權中任職，出任過宗教部、教育部、農業部、總理府秘書處等部門的法律顧問。1983年至1990年期間，曼蘇爾曾被借調到沙特工貿部擔任法律顧問。
1992年，當時的穆巴拉克政權任命曼蘇爾為最高憲法法院副院長。他在這一職務上一呆就是20年，再難獲升遷機會。

## 最高宪法法院
阿德利·曼苏尔1992年进入埃及最高宪法法院工作，之后担任埃及最高宪法法院首席大法官。

## 代理埃及總統
埃及軍方领袖、国防部長阿卜杜勒-法塔赫·塞西於2013年7月3日罷黜時任總統穆尔西，埃及憲法法庭首席大法官曼蘇爾於2013年7月4日宣誓就任臨時總統。
曼蘇爾在開羅憲法法庭發表演說時表示，計畫舉行大選，但並未提及何時。他說，埃及透過要求穆尔西下台的大規模示威，「修正了光榮革命的路線」，也使穆尔西的命運底定。外界對曼蘇爾所知甚少，有人說他是神秘人物，也有人稱讚他沉穩、冷靜。不少人认为阿卜杜勒-法塔赫·塞西才是实际掌权者。
埃及臨時總統曼蘇爾誓言，在2014年2月初以前舉行選舉，而伊斯蘭派人士今天準備集會，抗議下台總統穆尔西數十名忠實支持者在開羅一處軍營的衝突中喪生。
穆希所屬穆斯林兄弟會發動示威，抗議軍方2013年7月3日推翻穆尔西。他們指控軍隊和警察在8日晨禱時「屠殺」支持者，因而呼籲人民「起義」。穆斯林兄弟會發言人哈達德（Gehad al-Haddad）告訴法新社：「每個省都籌劃今天舉行喪禮和集會，每個省都會有靜坐抗議活動。」動盪的埃及內部分歧持續擴大，臨時總統曼蘇爾發布行政命令設定時間表，將修訂憲法舉行公投，並舉行总統和國會選舉。